# Ipercolesterolemia familiare
L'ipercolesterolemia familiare è un'ipercolesterolemia dovuta ad una mutazione del gene per il recettore delle LDL e si caratterizza per diminuzione del catabolismo delle LDL.

## Caratteristiche
Si tratta di una malattia a trasmissione autosomica codominante, è associata ad una mutazione del gene che codifica il recettore delle LDL, localizzato sul braccio corto del cromosoma 19.
La forma eterozigote ha un'incidenza di 1 caso ogni 500 individui, mentre la forma omozigote è molto più rara (1 caso ogni milione di individui).
In caso di mutazione eterozigote la quantità di recettore prodotta è diminuita, in caso di mutazione omozigote LDL-R è del tutto assente. In entrambi i casi aumenta la quota di LDL circolante, viene persa la capacità di inibire la sintesi del colesterolo endogeno, portando ad ipercolesterolemia.
I livelli plasmatici di colesterolo totale nel sangue sono circa 275–500 mg/dL negli eterozigoti e >500 mg/dL negli omozigoti; i livelli dei trigliceridi plasmatici sono normali.

## Diagnosi

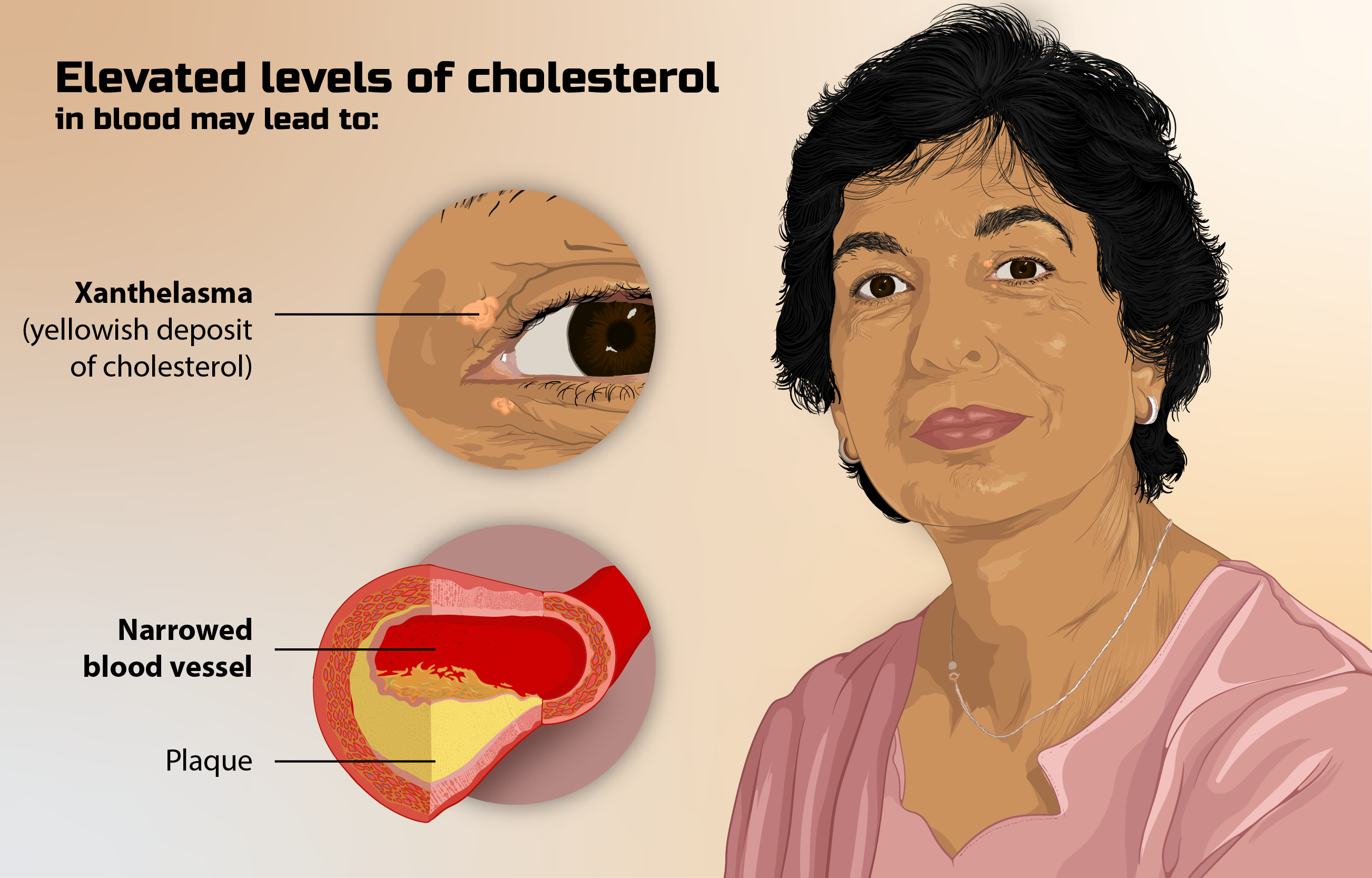
Manifestazioni di ipercolesterolemia.

I pazienti presentano lesioni tipiche: xantomi e xantelasmi. Si sospetta per riscontro di valori di colesterolo maggiori di 300 mg/dL nell'adulto o 250 mg/dL nel bambino, oppure di colesterolo LDL maggiore di 190 mg/dL nell'adulto.

### Dutch score
È possibile utilizzare il Dutch score per identificare le forme di ipercolesterolemia familiare. Questo valuta la storia familiare, quella clinica (eventi coronarici prematuri, o cerebrovascolari) esami clinici (xantomi tendinei e arco senile) ed esami di laboratorio.
Assegnato ad ognuno un punteggio si determina:
- >8: diagnosi certa;
- 6-8: diagnosi probabile;
- 3-5: diagnosi possibile;
- <3: diagnosi improbabile.

## Prognosi
Si ha rischio molto elevato di eventi cardiovascolari, come un infarto cardiaco anche a 20-30 anni, soprattutto in forme omozigote, dove il colesterolo può essere superiore a 400–500 mg/dL.